# Tom Clancy's Splinter Cell (video igra)
Tom Clancy's Splinter Cell je video igra koja je 2002. godine izašla za Xbox, a 2003. godine za PC, PlayStation 2, GameCube, GameBoy Advance i N-Gage. Prema podacima iz Ubisofta, igra je bila prodata u preko 6 miliona primeraka.

## Radnja
U ulozi Sem Fišera, cilj je otkriti zaveru protiv predsednka Gruzije, Kombajn Nikoladzea. Nikoladze želi osvojiti ceo Azerbejdžan uz pomoć gruzijskih specijalnih jedinica. Fisher izmedju ostalog obavlja misije u jednoj policijskoj stanici u Tbilisiju, na jednoj naftnoj platformi, u glavnom sedištu CIA-e, kao i na mnogim drugim mestima po svetu. Igrač je pri tome gotovo uviek prepušten samom sebi, ali je u stalnoj vezi sa glavnim sedištem NSA-a.

## Grafika
Igra se grafički temelji na jednoj modifikovanoj verziji Unreal Engine-a, koja omogućava detaljan prikaz senki. Igrač uz pomoću tih mogućnosti ima priliku da izbegne opasne situacije, koristeći slabo osvetljene delove mape kako bi ne primećen obavio svoje zadatke.

## Razlika između verzija
Verzije za PC i Xbox, kao i za Gamecube i Playstation 2 se malo razlikuju jedne od drugih. Tako su na primer za Gamecube i Playstation 2 skraćene misije i smanjena je njihova težina. Isto tako i za GameBoy Advance i mobilne telefone je izašla jedna verzija Splinter Cell-a, koja je u 2D i samim tim ne poseduje ambijent originala.

## Spoljašnje veze
- Splinter Cell zvanični veb-sajt